# Сердер Сердеров
Сердѐр Мукаѝлович Сердѐров (на руски: Сердер Мукаилович Сердеров) е руски футболист от лезгински произход, нападател. Бивш капитан на националния отбор на Русия до 17 години. Играе за Славия (София).

## Кариера
Кариерата му започва в детските формации на Анжи. През 2010 г. преминава в ЦСКА Москва. Играе за младежкия отбор на „армейците“, където записва общо 66 мача и 10 гола. Същата година е повикан в юношеския национален тим на Русия. Дебютира на 16 октомври срещу Финландия и вкарва гол. За юношите до 17 години Сердеров нанизва 20 гола в 21 двубоя и привлича вниманието на европейските грандове. През лятото на 2011 г. италианският гранд Ювентус отправя оферта за младия талант, но ЦСКА отказва.
От септември 2011 г. е викан в групата на първия тим на ЦСКА, но не успява да дебютира в мач от първенството. На 22 ноември Сердеров дебютира в шампионската лига срещу Лил, влизайки в 87 минута. Това се оказва и единственият му мач за първия тим на „армейците“.
През юли 2012 г. се завръща в Анжи. Първия си мач за махакалинци записва на 27 септември 2012 г., когато влиза като резерва в турнира за Купата на Русия срещу ФК Урал. На 18 ноември Сердеров дебютира в Премиер лигата в двубой с Ростов. През лятото на 2013 г. преминава под наем в тима на Урал. За тима от Екатеринбург изиграва само 4 мача, преди да е върнат в Анжи.
Сердер обаче не успява да се наложи в Анжи, тъй като е твърда резерва, а треньорите не залагат на млади футболисти. За тима успява да вкара само 3 гола за 3 сезона. В началото на 2015 г. е привлечен под наем от Криля Советов, но скоро напуска отбора проади семейни проблеми.
През 2016 г. треньорът Александър Тарханов привлича играча в Славия. Първия си гол за тима руснакът вкарва в двубой с Ботев (Пловдив), спечелен с 1:0 от „белите“.
На 30 юни 2016 г. вкарва победния гол за Славия в първия мач на тима в Евротурнирите от 20 години насам срещу полския Заглебие.